# NGC 7437
NGC 7437 est une galaxie spirale intermédiaire située dans la constellation de Pégase. Sa vitesse par rapport au fond diffus cosmologique est de 1 749 ± 26 km/s, ce qui correspond à une distance de Hubble de 25,8 ± 1,8 Mpc (∼84,1 millions d'al). NGC 7437 a été découverte par l'astronome américain Lewis Swift en 1885.
La classe de luminosité de NGC 7437 est I-IV et elle présente une large raie HI.
En raison d'une brillance de surface égale à 14,58 mag/am2, on peut qualifier NGC 7437 de galaxie à faible brillance de surface (LSB en anglais pour low surface brightness). Les galaxies LSB sont des galaxies diffuses (D) avec une brillance de surface inférieure de moins d'une magnitude à celle du ciel nocturne ambiant.
À ce jour, une seule mesure non basée sur le décalage vers le rouge (redshift) donne une distance d'environ 29,200 Mpc (∼95,2 millions d'al). Cette valeur est légèrement à l'extérieur des valeurs de la distance de Hubble.